# Ochla (Grande-Pologne)
Pour les articles homonymes, voir Ochla.
Ochla (prononciation : [ˈɔxla]) est un village polonais de la gmina de Pogorzela dans le powiat de Gostyń de la voïvodie de Grande-Pologne dans le centre-ouest de la Pologne.
Il se situe à environ 5 kilomètres au sud de Pogorzela (siège de la gmina), à 19 kilomètres au sud-est de Gostyń (siège du powiat) et à 72 kilomètres au sud de Poznań (capitale régionale).
Le village possède une population de 60 habitants.

## Histoire
De 1975 à 1998, le village faisait partie du territoire de la voïvodie de Leszno.

Depuis 1999, Ochla est situé dans la voïvodie de Grande-Pologne.